# Cárcel de Cómbita
El Establecimiento Penitenciario de Alta y Mediana Seguridad y Carcelario con Alta Seguridad de Cómbita, más conocido como la Cárcel de Cómbita, es un centro penitenciario localizado en el municipio de Cómbita, en el departamento de Boyacá, Colombia.
Desde su apertura en 2002, el centro penitenciario ha sufrido importantes reestructuraciones. En 2016, el Gobierno Nacional invirtió más 67 mil millones de pesos colombianos como parte de un proceso de ampliación, en donde se estableció la construcción de un nuevo pabellón con capacidad para 576 cupos, comedores y portal de acceso.
Es una prisión de «máxima seguridad», probablemente la más segura de Colombia y una de las mejores de América Latina, construida bajo los mismos criterios de las cárceles supermax de los Estados Unidos y bajo la asesoría y el financiamiento de la Agencia Federal de Prisiones (en inglés: Federal Bureau of Prisons, BOP).
Tiene capacidad para 1600 reos, un pabellón exclusivo de aislamiento, posee 3 anillos de seguridad conformados por la Guardia Nacional, el Ejército y la Policía, otros anillos de «cerramiento» localizados en la parte interna dotados de sensores, además de cámaras, maquinaria especial con rayos X, reflectores, parlantes, esclusas, entre otros dispositivos tecnológicos.

## Prisioneros

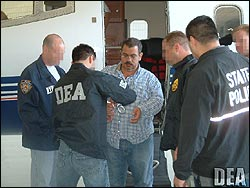
Don Berna, en proceso de extradición.

La cárcel alberga internos de alta peligrosidad tales como sicarios, homicidas, terroristas, paramilitares, guerrilleros, narcotraficantes, entre otros que, por la naturalidad de sus hechos, deben ser trasladados a la prisión que se considera la más segura del país.
Los prisioneros viven confinados en una celda de 2 por 3 metros, con camas de concreto puro, retrete de aluminio y un lavadero; los baños poseen vidrios blindados.
Entre los presos que han pasado por la Cárcel de Cómbita se destacan:
- David Murcia Guzmán, conocido como el El Rey Midas y creador de la pirámide DMG.[9]
- Diego Fernando Murillo alias Don Berna, paramilitar y líder de la Oficina de Envigado.[10]
- Gilberto Rodríguez Orejuela, apodado El Ajedrecista y capo del Cartel de Cali.[11]
- John Jairo Velásquez, alias Popeye, jefe de sicarios del Cartel de Medellín y Pablo Escobar.[12]
- Luis Hernando Gómez, alias Rasguño, jefe del Cartel del Norte del Valle.[13]
- Miguel Rodríguez Orejuela, alias El Señor y capo del Cartel de Cali.[11]